# Mzoli's
Mzoli's est une boucherie et un restaurant situé à Gugulethu, une township dans la banlieue du Cap en Afrique du Sud. Depuis son ouverture début 2003, le restaurant est devenu un lieu de rencontre populaire pour les habitants du Cap et une attraction touristique. Cependant Mzoli's est mal vu par les habitants de Gugulethu à cause de la réputation d'ivresse et de mauvais comportements des clients du restaurant,.
Mzoli's est nommé d'après le fondateur, Mzoli Ngcawuzele,.

## Histoire
L'établissement ouvre début 2003. Le propriétaire, Mzoli Ngcawuzele, obtient un prêt start-up de la Banque de Développement d'Afrique du Sud qui soutient les entreprises gérées par des Noirs. En octobre 2006, une étude économique conclut que Mozli's est passé d'une boucherie informelle dans un garage à un des lieux de sortie les plus populaires du Cap.
En novembre 2006, plus de 30 clients du restaurant, dont un groupe de touristes et Masizole Mnqasela, conseiller de l'Alliance Démocratique, sont arrêtés par la police pour avoir bu de l'alcool en public. Le restaurant ne vend pas d'alcool mais Ngcawuzele explique qu'il ne peut pas empêcher les clients de boire l'alcool qu'ils ont apporté,. L'incident crée une controverse dans la presse locale. Le voyagiste Ryan Hunt affirme que la police a injurié les clients et menacé les personnes posant des questions sur l'incident. Mnqasela, membre du comité de développement économique du Cap, déplore la situation en disant que « Mzoli's est connu internationalement et est une attraction touristique majeure de la ville. Quel message la police veut-elle faire passer ?». Le Congrès national africain approuve l'action policière citant la nécessité de réduire l'ivresse publique.

## Business
Situé dans le township de Gugulethu, un quartier noir à 15 km au Sud-Est du Cap, Mzoli's est un marché et restaurant "do-it-yourself", vendant de la viande aux clients qui louent ensuite à des indépendants des braai pour griller la viande et préparer le repas. Mzoli's fournit également des distractions et de la musique,.
En plus des habitants locaux, Mzoli's attire les stars de la télévision, les Disc jockey, les personnalités politiques comme Tony Yengeni, les hommes d'affaires, les touristes et les étudiants, Mzoli's est considéré comme un lieu de rencontre des « black diamonds » (terme local désignant des hommes d'affaires noirs),. En septembre 2006, Sasha Planting du Financial Mail décrit le lieu comme une « destination pour tous ».